# Lanecarus
Lanecarus là một chi bọ cánh cứng trong họ 
Elateridae.
Chi này được miêu tả khoa học năm 1962 bởi Ôhira.

## Các loài
Các loài trong chi này gồm:
- Lanecarus amianus (Miwa, 1934)
- Lanecarus babai Kishii, 1991
- Lanecarus fleutiauxi Platia, 2005
- Lanecarus fujianensis Platia, 2005
- Lanecarus gressitti Ôhira, 1973
- Lanecarus ihai Ôhira, 1962
- Lanecarus katsuyai Ôhira, 2003
- Lanecarus lineatus Kishii, 1991
- Lanecarus modestus (Candèze, 1878)
- Lanecarus pallidus Platia, 2005
- Lanecarus palustris (Lewis, 1894)
- Lanecarus sarawakensis Ôhira, 1973
- Lanecarus siamensis Platia, 2005
- Lanecarus sichuanensis Platia, 2005
- Lanecarus sinensis (Fleutiaux, 1934)